# Gustaf Wallin
Gustaf Wallin, född 20 januari 1871 i Rö församling, Stockholms län, död 4 juni 1940 i Danderyds församling, Stockholms län, var en svensk bergsingenjör. Han var bror till Hugo Wallin.
Wallin, som var son till kyrkoherde Axel Wallin och Sofi Eklund, var efter avgångsexamen från Kungliga Tekniska högskolan 1893 gruvingenjör vid Fagersta Bruks AB 1894–1900, vid Luossavaara-Kiirunavaara Aktiebolag 1900–1903, vid Falu gruva 1903–1905, gruvingenjör vid Bergsstaten 1896–1905, platschef vid Falu kopparverk 1906-1908, vid Malmfälten i Gällivare 1908–1920 och direktör vid Trafik AB Grängesberg-Oxelösund 1920. Han invaldes som ledamot av Kungliga Ingenjörsvetenskapsakademien 1919.